# Isotoma pseudocinerea
Isotoma pseudocinerea är en urinsektsart som först beskrevs av Fjellberg 1975.  Isotoma pseudocinerea ingår i släktet Isotoma och familjen Isotomidae. Inga underarter finns listade i Catalogue of Life.